# Samnaunerstrasse
Koordinaten: 46° 55′ N, 10° 29′ O; CH1903: 831963 / 201574

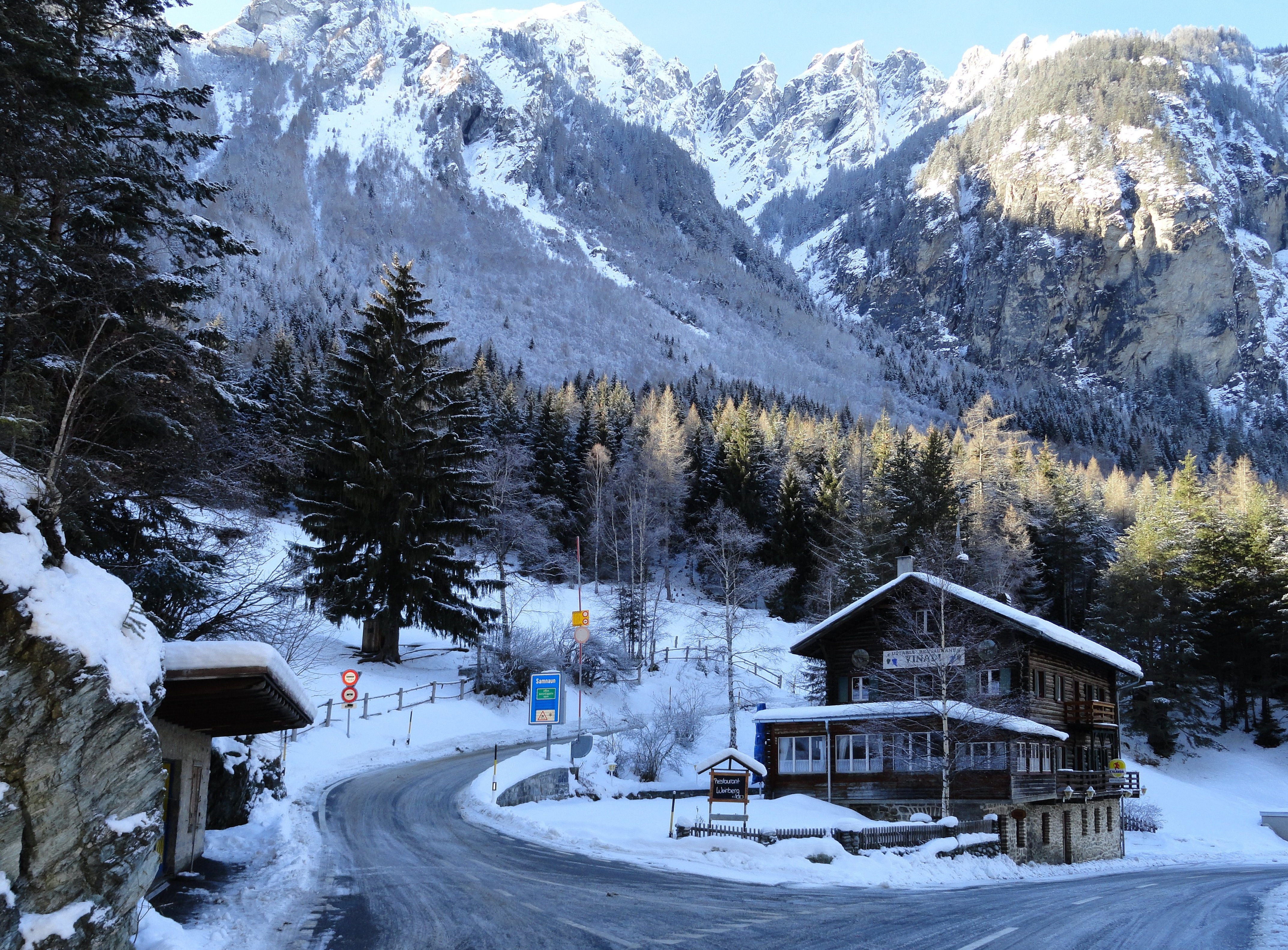
Anfang der Samnaunerstrasse bei Vinadi, Januar 2012

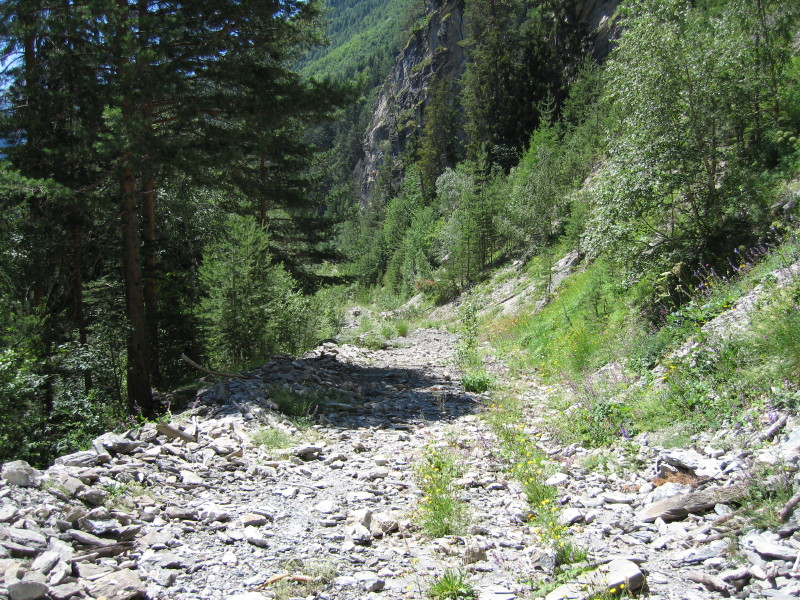
Das 1997 aufgegebene Strassenstück, oberhalb von Vinadi, die gefährlichen Rüfen der Val Spelunca querend. 200 m über dem Inn.

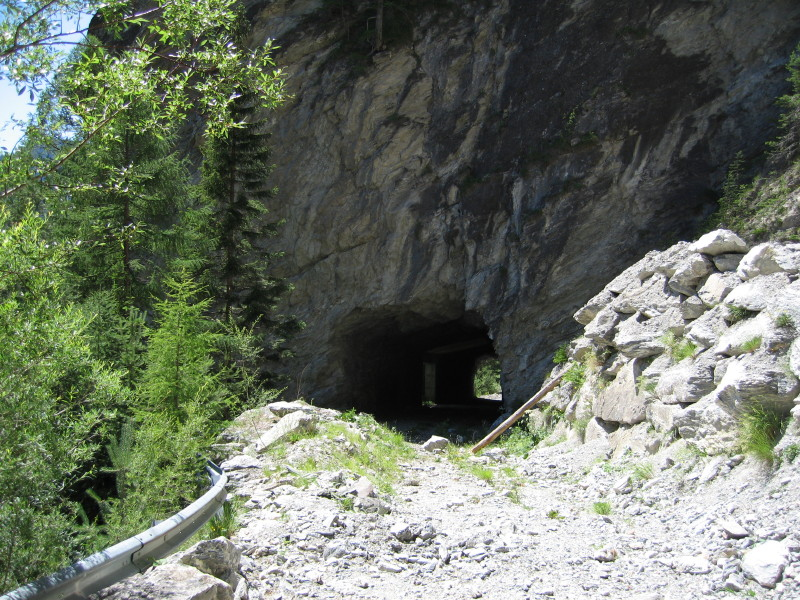
Aufgegebener Tunnel zwischen Vinadi und S-chalun, 2018 durch einen 500 m langen Tunnel ersetzt.

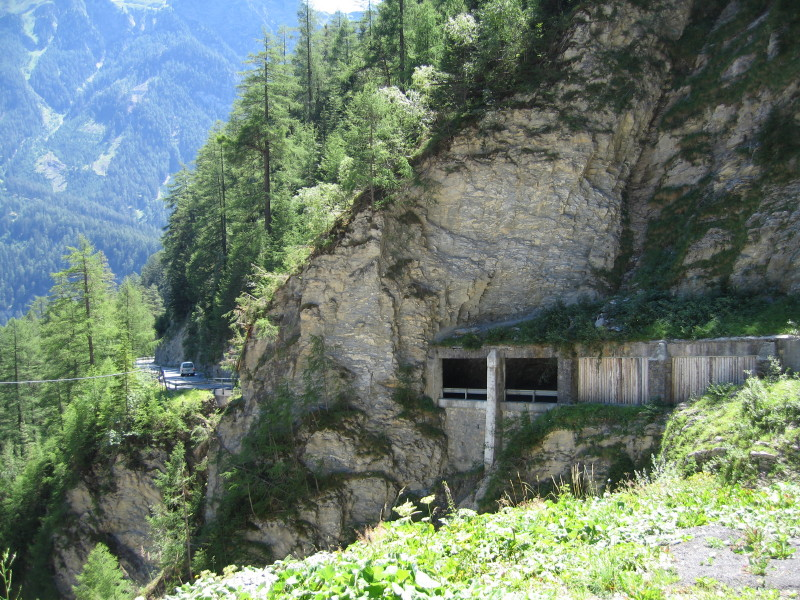
Gekrümmter Tunnel zur Unterquerung der Val Pischöt.

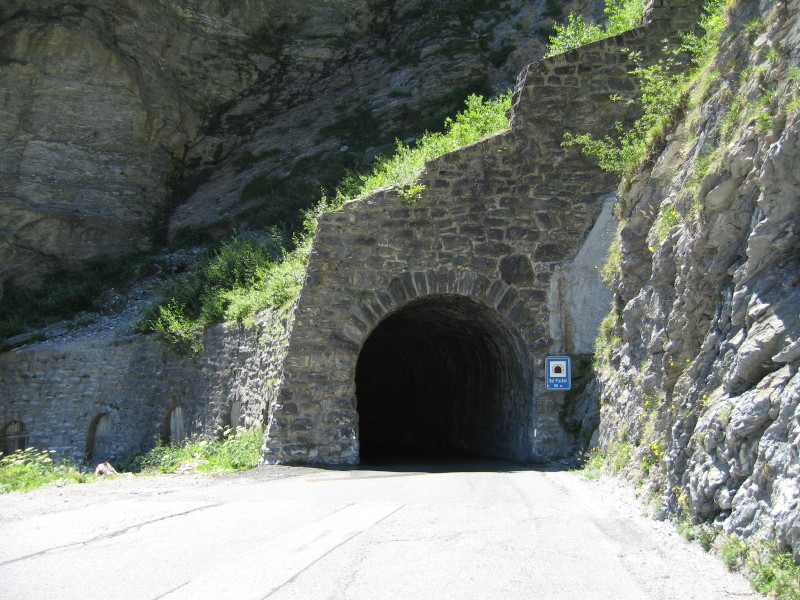
Oberer Tunneleingang Val Pischöt, Schutz gegen die Rüfe.

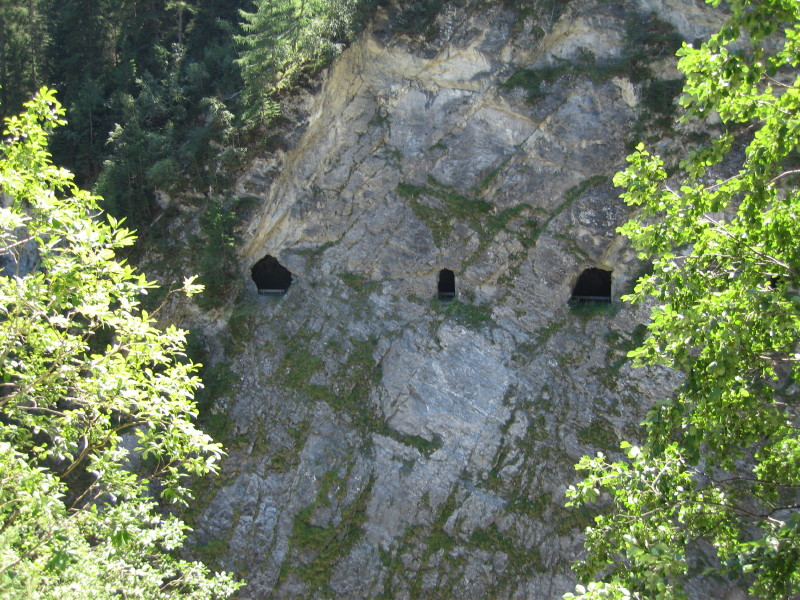
Lichtöffnungen des Tunnels zur Unterquerung der Val Alpetta.

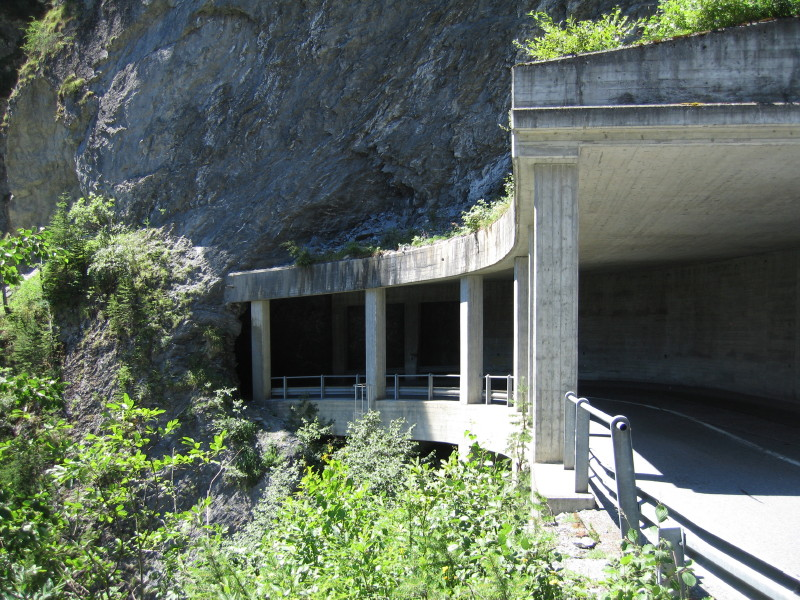
Oberer Eingang des Val-Alpetta-Tunnels.

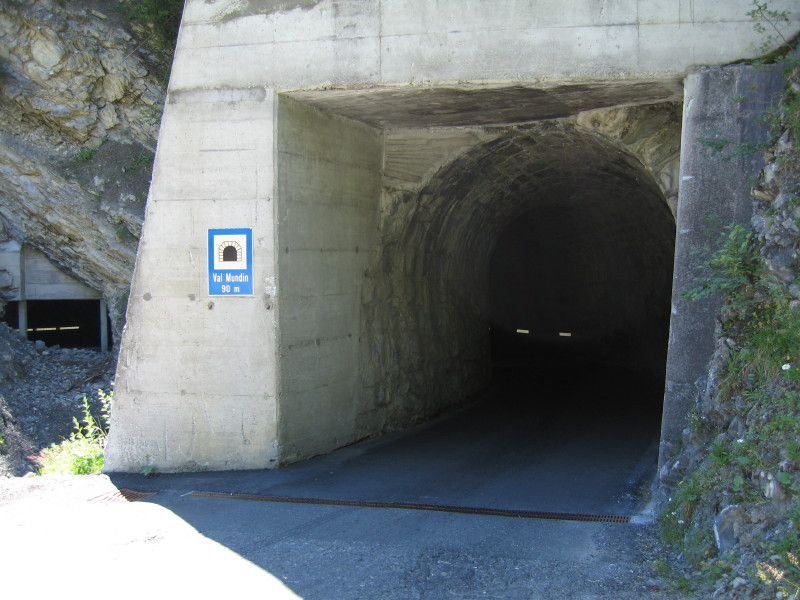
Eingang des Tunnels unmittelbar unter der Rüfe der Val Mundin. Ca. 200 m oberhalb der Abzweigung in die Val Sampuoir.

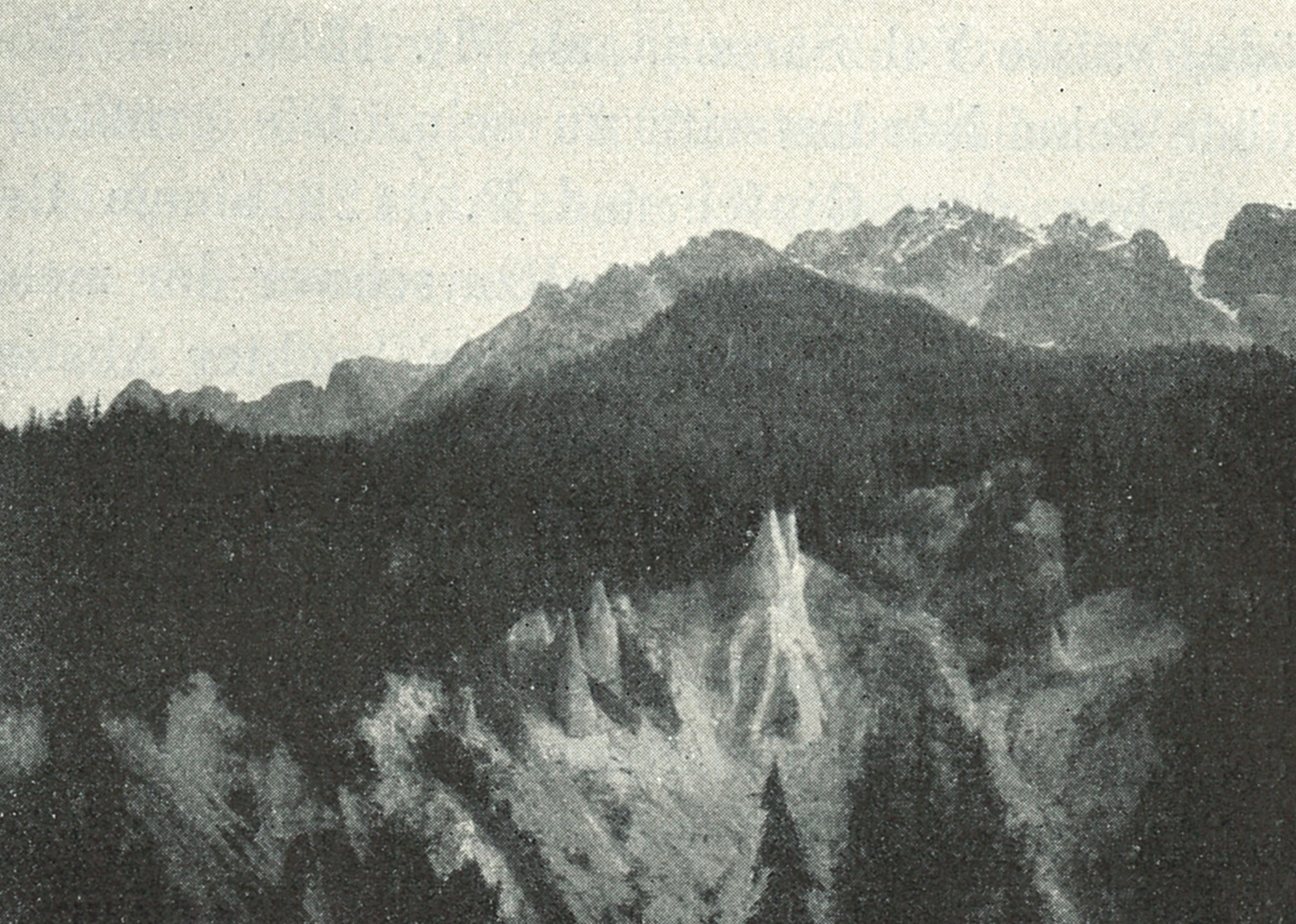
Die Pignas (Erdpyramiden) von Acla da Fans. Blick Richtung Süden, im Hintergrund die Ruina Cotschna. Historisches Bild von ca. 1912.

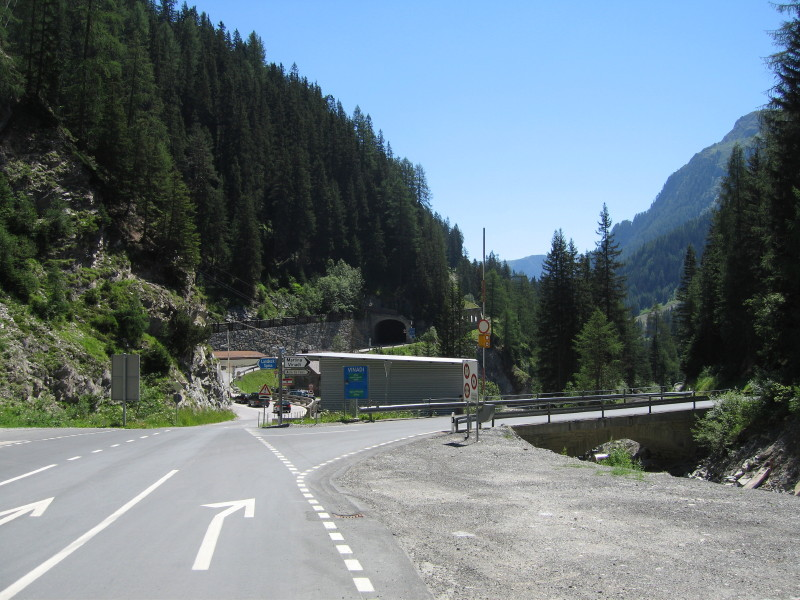
Kreuzung Spissermühle. Rechts, den Schergenbach überquerend, die Samnaunerstrasse. Geradeaus der Grenzübergang und die österreichische Landesstrasse L348 nach Spiss und Pfunds.

Die Samnaunerstrasse (bündnerromanisch heute Via da Samignun, zur Bauzeit Via da Samagnun) schliesst Samnaun seit 1912 an das System der Schweizer Hauptstrassen an. Die Endpunkte sind Vinadi sowie die Kreuzung Spissermühle auf der Schweizer Seite des Grenzübergangs zwischen Samnaun und Spiss in Tirol. Von Vinadi bis zur Spissermühle beträgt die Distanz 8,4 km. Die Strasse überwindet dabei eine Höhendifferenz von 430 m.

## Bezeichnung
Als Nebenstrasse besitzt die Samnaunerstrasse keine nummerierte Bezeichnung wie die Autobahnen oder Hauptstrassen. Als Name der Strasse dient stattdessen die postalische Bezeichnung. Einzige Adresse an der Samnaunerstrasse ist Acla da Fans mit der Hausnummer 1, zugehörig zur Postleitzahl 7560 Martina.

## Lage
Die Strasse führt durch die Val da Tschera (auch Val del Tschera, dt. Spissertal) und verbindet Samnaun mit dem Engadin über Schweizer Gebiet, nämlich die Hauptstrasse 27 des Schweizer Strassensystems mit der Spisser Landesstrasse L348 des österreichischen Strassensystems.
Die Strasse liegt bis zum Weiler Acla da Fans auf dem Gebiet der Gemeinde Valsot (bis 31. Dezember 2012 Gemeinde Tschlin), während die restlichen ca. 20 % der Strecke auf dem Gebiet der Gemeinde Samnaun liegen.
In der Val Mundain, wenig unterhalb der Acla da Fans, zweigt ein steiler Fahrweg in die Val Sampuoir hinauf ab.

## Bau

### Ausgangslage

#### Abgeschiedenheit Samnauns
Samnaun war bis 1830 nur über Saumpfade erreichbar.
Aus heutiger Sicht ist es schwer vorstellbar, wie eine kleine Dorfgemeinschaft in dieser Abgeschlossenheit funktionieren konnte. Gleichzeitig darf nicht vergessen werden, dass damals viele Orte in Bergkantonen auch über höchste Bergpässe Handel trieben oder Alpen bestiessen. So gründete auch Samnaun zum Beispiel die Siedlung Griosch in der benachbarten Val Sinestra, obwohl die neue Siedlung durch die 2920 m hohe Fuorcla da Maisa von Samnaun getrennt war.

#### Wegverbindung ins Tirol
1830 entstand ein verbreiterter Weg ins tirolerische Nachbardorf Spiss, der auch von Fuhrwerken genutzt werden konnte. Die Bewohner Samnauns bevorzugten damals diese Anbindung an Tirol gegenüber einer Verbindung nach Martina, während die Bündner Kantonsregierung die Anbindung ans schweizerische Martina favorisiert hätte und auch zu subventionieren beabsichtigte. Von Spiss führte bis zur Fertigstellung der Spisser Landesstrasse L348 im Jahr 1980 nur ein Saumpfad hinab zum Inn, ein Verkehrshindernis bildete die Schlucht am Schalklbach.

#### Situation entlang der Strasse vor dem Bau
Der Weiler Acla da Fans im oberen Bereich und die Alp Pra dal Cor (dt. Felsenmais in der Bedeutung „Adlerfarn-Lichtung“) am Talausgang waren schon im 19. Jahrhundert besiedelt. Die Hütten sind heute jedoch verfallen.
Acla da Fans war nur mit Samnaun verbunden und somit gleich schwierig zu erreichen wie Samnaun selber, vor allem im Winter.
Der Zugang zur Alp Pra dal Cor wiederum erfolgte weder von Samnaun, noch von Vinadi aus, sondern vom österreich-ungarischen Weiler Schalkel her im Talgrund am Inn (heute Schalkl, Vallader Tschera, heute ein Weiler der österreichischen Gemeinde Nauders).
Haupthindernis für den Zugang vom Inn-Tal her war der steile Abschnitt oberhalb Vinadi. Haupthindernis für eine strassenbauliche Traverse der Val da Tschera war das schluchtartige Seitental Val Alpetta (dt. früher auch Fernertobel).
Nebst den bautechnischen Schwierigkeiten bestanden aber auch staatspolitische Hindernisse beim Zugang vom Inn-Tal her: Tirol und später Österreich-Ungarn stellten seit 1555 Ansprüche an den Novellaberg, also das Gebiet links des Inns vom Val da Mot (Ovella oder Novellahof) bis Schalkl, also etwa auf die halbe Strecke von Martina bis Schalkl. Diese Ansprüche standen im Zusammenhang mit der strategischen Bedeutung des Reschenpasses. Erst mit dem Staatsvertrag vom 14. Juli 1868 zwischen Franz Joseph I., Kaiser von Österreich, und dem eidgenössischen Bundesrat wurde das Gebiet, auf dem später die Samnaunerstrasse gebaut werden sollte, endgültig der Schweiz zugeschlagen. Dies schuf die Voraussetzung dafür, dass die Samnaunerstrasse zu Recht als nationale Anbindung Samnauns an die Schweiz propagiert werden konnte.

#### Nutzniesser der zukünftigen Strasse
Samnaun hatte zu Beginn des 20. Jahrhunderts weniger als 400 Einwohner. Abgesehen von Besuchen durch vereinzelte Alpinisten bestand kein Tourismus, der vergleichbar gewesen wäre mit dem seit 1880 aktiven Kur- und Bädertourismus im nahen Scuol/Vulpera.
Diesem Istzustand des bescheidenen Samnauner Tourismus gegenüber standen hohe Erwartungen an eine zukünftige Strasse: Ziel Samnauns war es, ein Luftkurort zu werden. Auch in die schwefel- und eisenhaltigen Mineralquellen der umliegenden Alpen wurden grosse Hoffnungen gesetzt. Tatsächlich wurde Samnaun zu einem Luftkurort, ein Trink- oder Badekurort ist Samnaun jedoch nicht geworden.
Die Bewirtschaftung der Wälder von Tschlin sollte durch die Strasse stark erleichtert werden. Tatsächlich erfuhr der Tschliner Wald entlang der Strasse nach dem Bau eine starke Wertsteigerung.
Am 17. August 1900 verbot die Kantonsregierung Graubündens das Fahren mit Autos auf sämtlichen Strassen des Kantons. Das Verbot wurde erst am 21. Juni 1925 wieder aufgehoben. Zur Zeit der Planung der Samnaunerstrasse zu Beginn des 20. Jahrhunderts konnte die Wiederzulassung des Autoverkehrs also nicht erahnt werden, so dass bei der Planung von einer blossen Nutzung durch Fussgänger, Reiter, Fuhrwerke und Kutschen auszugehen war.
Die geringe Siedlungsdichte, das Autoverbot sowie die hohen Kosten hätten eher gegen den Bau der Samnaunerstrasse gesprochen.

#### Militärische Aspekte
Österreich-Ungarn unternahm von 1830 an bis zum Ersten Weltkrieg grosse Anstrengungen, die Grenze zu Italien zu befestigen. Dazu gehörte der Bau von Festungen und von alpinen Militärstrassen. Die Festung Nauders, Vinadi gegenüberliegend und seit 1840 betriebsbereit, war das erste fertiggestellte Bauwerk aus dieser Initiative und zeigt die Bedeutung, die man der Sicherung des Reschenpasses beimass. Tatsächlich spielte die Festung später eine Rolle im Gebirgskrieg 1915–1918 zwischen Österreich-Ungarn und Italien.
Auch die Schweizer Armee engagierte sich in dieser Zeit im alpinen Strassen- und Festungsbau. So wurde zum Beispiel 1901 der nahe Umbrailpass am damaligen Dreiländereck Österreich – Italien – Schweiz eröffnet und danach durch das Schweizer Militär ausgebaut und mit Festungsanlagen versehen.
Mit dem Bau der Samnaunerstrasse konnte die Reschenpassstrasse mit den dortigen Truppenbewegungen von der Schweiz aus eingesehen und kontrolliert werden.
Theophil Sprecher von Bernegg, Bündner Politiker und Generalstabschef der Schweizer Armee, nahm 1906 wegen den zunehmenden Spannungen in Europa eine Neubeurteilung der Bedrohungslage für die Schweiz vor. Dabei kam er unter anderem zum Schluss, dass der Kanton Graubünden aufgrund der Topografie an sich ausreichend befestigt sei, dass jedoch in der logistischen Infrastruktur Mängel bestünden. Auch in dieser Hinsicht füllte die Samnaunerstrasse eine Lücke.

#### Patriotismus
Die Schweizerische Bauzeitung nennt in ihrer Ausgabe von 1913 eine „Ehrenpflicht des Kantons Graubünden und der ganzen Schweiz“ gegenüber dem vom „ringsumschliessenden österreichischen Lande“ umgrenzten Samnaun als starken Motivator für den Bau der Strasse. Militärische Gründe werden nicht erwähnt, und auch die Problematik des Autofahrverbots ist im Artikel von 1913 kein Thema.

### Finanzierung
Nach dem erfolglosen Versuch von 1830, eine rein schweizerische Talverbindung zu bauen, nahm der Kanton Graubünden im Mai 1901 die Idee wieder auf und sprach einen Planungskredit.
Am 20. Dezember 1905 bewilligte der Bund für den Bau der Samnaunerstrasse einen Beitrag von fast 798'400 CHF, was 80 % der damals geplanten Gesamtkosten entsprach. 1906 zog der Kanton mit einem Kredit von knapp 100'000 CHF nach.

### Baugeschichte
1901 und 1902 liess der Kanton Graubünden zunächst ein fahrbares Strässchen von der Spissermühle bis zum Dorf Samnaun bauen, mit Anschluss der Fraktionen Compatsch und Laret. Damit wurde der Anschluss der späteren Samnaunerstrasse an die Siedlungen gewährleistet. Diese Strasse war mit einer Breite von 2,2 bis 3,0 m schmal.
Der Bau des ersten Abschnitts von Vinadi bis S-chalun (Einstieg vom Engadin ins Seitental) begann im September 1907 und wurde Ende 1910 amtlich abgenommen. Der Abschnitt S-chalun – Spissermühle wurde im Frühling 1909 in Angriff genommen. Die Schwierigkeiten bestanden in der Steilheit des Geländes, den ungünstigen Gesteinsverhältnissen, den Mur- und Lawinengängen, den schlechten Transportvoraussetzungen und nachteiligen Folgen der Grenz- und Zollsituation. An den Bauarbeiten waren vor allem Arbeiter aus Italien und Mazedonien beteiligt.
Die amtliche Abnahme der gesamten Samnaunerstrasse erfolgte am 30. Oktober 1912, die Übergabe an den Verkehr am 15. November 1912. Festlichkeiten fanden keine statt. Aufgrund des Autoverbots hielt sich der Verkehr in den ersten 15 Jahren wahrscheinlich in Grenzen. Heute liegt die Tagesfrequenz im Schnitt bei 950 Fahrzeugen.
Im Endeffekt stiegen die Gesamtkosten der Strasse von den geplanten 900'000 CHF auf 1.8 Mio CHF, das Doppelte also. Dies entsprach damals etwa dem durchschnittlichen kantonalen Budget für Strassenausgaben für sechs Jahre, was eine bemerkenswert hohe Gewichtung der Samnaunerstrasse bedeutet.

## Betrieb

### Ausbaustand
Die Strasse steigt von 1086 m ü. M. bei Vinadi auf 1516 m ü. M. bei der Spissermühle, was einer Höhendifferenz von 430 m entspricht.
Die Strasse weist drei Galerien und fünf Tunnels auf. Der unterste Tunnel, ursprünglich etwa 1 km oberhalb von Vinadi gelegen, war nur 70 m lang. Heute umgeht ein 500 m langer, in beiden Eingangsbereichen um 90° gekrümmter Tunnel diesen alten Tunnel sowie die gefährlichen Murgänge und Lawinenniedergänge der Val Spelunca. Die früher offen geführte Strasse ist im Zerfall begriffen.
Die Tunnels der Samnaunerstrasse sind zum Teil unbeleuchtet, und Gegenverkehr ist darin nicht möglich.

### Instandhaltung
Die Strasse ist steinschlaggefährdet und nicht wintersicher. Lawinenniedergänge machen die Strasse manchmal wochenlang unpassierbar. Ein wintersicherer Ausbau wird immer wieder diskutiert, scheint aber noch weit entfernt. Eine Projektstudie des Kantons Graubünden kommt auf Kosten von 80 bis 100 Mio. CHF.
Im Sommer 2002 plante der Kanton Graubünden die generelle Wintersperre für die Samnaunerstrasse, was jedoch zu Protesten führte. Ebenfalls wurde eine geplante Übergabe der Strasse vom Kanton an die Gemeinde Tschlin damals verhindert: Dies hätte für die Kleinstgemeinde eine enorme finanzielle Belastung bedeutet.
2011 wurden Pläne für eine Sanierung der Samnaunerstrasse bekannt. Diese Sanierung kostet 4 Mio. CHF.

### Privatverkehr
Die Strasse ist nur für Fahrzeuge bis 2,3 m Breite, 3 m Höhe, 10 m Länge und 18 Tonnen Gewicht zugelassen. Grössere Fahrzeuge müssen die L348 über österreichisches Gebiet benutzen. Ebenfalls nicht zugelassen sind Anhänger.

### Öffentlicher Verkehr
Die Schweizerische Post nahm ihre erste Postkutschen-Verbindung am 1. Juni 1913 auf, im Sommer nach der Eröffnung also.
Die Postautostrecke von Scuol nach Samnaun wurde 1928 eröffnet, drei Jahre nach der Wiederzulassung des Autoverkehrs im Kanton Graubünden und neun Jahre nach der Eröffnung der ersten Schweizer Postautoverbindung über einen Alpenpass (Simplonpass).
Heute verbinden Postautokurse Martina mit Samnaun/Dorf alle ein bis zwei Stunden in beide Richtungen. Die Fahrt dauert 35 Minuten. Die Kurse halten in allen Ortsteilen von Samnaun sowie in Acla da Fans und Vinadi.

## Acla da Fans
Der an der Strasse gelegene Weiler Acla da Fans (Pfandshof, auch Hof da Fans oder früher Pfandhof und Funshof) gehört zur Gemeinde Valsot (bis 2012 Gemeinde Tschlin) und war vor 1912 wie Samnaun nur über österreichisches Gebiet zu erreichen. Der Weiler wechselte wie Samnaun im 19. Jahrhundert vom rätoromanischen zum bairischen Sprachgebiet.
Heute besteht der Weiler im Wesentlichen aus einem zollfreien Einkaufszentrum mit Restaurant und Tankstelle. Das Einkaufszentrum wirbt vor allem für den Einkauf von Alkoholika, Parfüms und Kosmetika, die aufgrund der Zugehörigkeit des Weilers zum Zollausschlussgebiet Sampuoir besonders günstig angeboten werden können.
Acla da Fans ist Ausgangspunkt für Bergwanderungen in die Val Sampuoir, zum Piz Motnair (2732 m ü. M.), via Rossbodenjoch auf den Muttler oder nach Samnaun sowie via Fuorcla Salèt nach Tschlin. Auffällig sind die Erdpyramiden (romanisch pignas, wörtlich Öfen) bei der Acla da Fans.